# Федерална комисия по далекосъобщения
Федералната комисия по далекосъобщения (на английски: Federal Communications Commission, съкратено FCC) е независима правителствена агенция на Съединените щати, създадена, управлявана и упълномощена в съответствие с устава на Конгреса (вж. Раздел 47 от Кодекса на САЩ, § 151 и § 154).
FCC е учредена с Акта за комуникациите от 1934 г. като приемник на Федералната радиокомисия, и е упълномощена да регулира използването на целия радиоспектър, който принадлежи на федералното правителство (включително радио и телевизионни предавания), и цялата вътрешнодържавна комуникация (чрез телефон, телеграф, спътник, кабел, жични и безжични връзки), а също всички международни комуникации, които започват (произлизат) или завършват в Съединените щати. FCC отговаря за различните радиослужби (любителски и служебни радиовръзки и др. под.), а също за лицензирането на свързочни и други електронни устройства, такива като радиоприемници, телевизори, компютри, мобилни телефони. Агенцията проверява устройствата на съвместимост с нейните собствени и други стандарти (например на IEC, ISO или ITU).
Юрисдикцията на FCC обхваща 50-те щата, Окръг Колумбия, териториите на САЩ и американските военни бази.